# Les Urbz : Les Sims in the City
Les Urbz : Les Sims in the City est un jeu vidéo de la série des jeux Sims sorti sur GameCube, PlayStation 2, Xbox, Game Boy Advance et Nintendo DS en 2004.
Dans ce jeu, les Sims débarquent en ville avec un tout nouveau mode de jeu : en plus de devoir faire attention à la survie de notre personnage, le but premier de ce jeu est de se bâtir la meilleure réputation en conversant et en usant des actions sociales apprises auprès des personnages du jeu sur différents sujets.

## Version PlayStation 2, Xbox et GameCube
Will votre ami vous donne les clés de l'appartement (98E Avenue du Quartier sud). Vous devrez l'améliorer afin d'avoir un chien. Faites attention, plus vous ajoutez de meubles, plus le loyer coûtera cher et si vous ne payez pas le loyer, Harry LeMorveux vous prendra vos meubles et vous serez bien embrouillé.
L'objectif principal est de devenir le plus populaire que Darius, celui qui est une star, pour cela il va falloir se civiliser dans les quartiers afin d'obtenir de la réputation. 
Pour accéder chaque espace VIP, il faut s'habiller à leur coutume afin d'augmenter sa réputation.
Attention, chaque quartier est attaqué par un vaurien/vaurienne qui vole de l'argent au habitants, et nous doivent utiliser le bon rapport de force pour mettre fin, de plus à chaque endroit de vaurien battu, on récupère un morceau de la machine de Darius que l'on n'en saura plus tard.
Pour gagner de l'argent, votre Urbz va devoir aller travailler dans un quartier auquel on a choisi, au moment de créer votre personnage, on doit choisir un quartier :
Plage Oloin : Endroit où on rencontre des ghettos, le but est vendre des furets, on peut faire cuire des saucisses pour se restaurer. A force d'être populaire, on peut accéder à l'espace VIP "la chambre rouge" auquel il ya un jacuzzi (il permet de faire monter notre hygiène et la diversification) et si au moment où Darius est présent, on gagne le rapport de force (boule disco) qui permet de chasser Vincent Le pipi . On apprend à faire du breakdance et peut réussir si on est de bonne humeur. On peut également faire bronzette de jour (en maillot de bain) ou de nuit (où auquel on effectue du nudisme)
Allée Gasoil : Endroit où on rencontre des motards, le but est de vendre des pièces de motos fabriquées, A force d'être populaire, on peut accéder à l'espace VIP auquel y a un espace de bras de fer, et si y a Darius, on débloque "Boire un coup" pour chasser Vincent Le pipi, on peut également faire de la course de moto pour parier sur ses amis. On apprend à cracher du feu.
Gare centrale : Endroit auquel où on rencontre des gothiques/punks, le but est de fabriquer et vendre des piercings. A force d'être populaire, on peut accéder à l'espace VIP auquel où on peut se battre sur un ring, et si y a Darius, on débloque "Boule puante" afin de chasser Tiffany lachipie. Rien de plus de spécial à part où on dort dans un train décoratif. On apprend à se cogner la tête, cracher...
Néon Est : Endroit technologique où on rencontre des cosplayeurs neko, le but est de vendre des sushis. A force d'être populaire on peut accéder à l'espace VIP auquel où on fait la fête, et si y a Darius, on débloque "haleine chic" afin de mettre une déroute à Tiffany lachipie. On apprend à geeker avec le téléphone des Urbz.
La Fonderie : Endroit auquel où on est sombre, le but est de vendre des sculptures fabriqués, A force d'être populaire on peut accéder à l'espace VIP auquel où on affronte des robots de combats, et si y a Darius, on débloque "Agression"...
Rue Tréclass : Quartier où on retrouve la bande de The Black and Peas, le but est servir à boire à toute la bande. A force d'être populaire on peut accéder à l'espace VIP auquel où il y a un buffet et une TV pour un max de fun, et permet d'avoir le rapport "Air Guitar". On apprend à rigoler à faire de la guitare avec des balais.
Mont Diamant : Quartier chic où tout est brillant et mannequin, le but est de faire le mannequin en se posant en photo, le VIP permet de manger devant un buffet et également de regarder la TV, on débloque le rapport "XcamShot" qui permet de prendre des photos éblouissantes.
Avenue Skate : Truc de skateur, le but logique est d'impressionner les habitants en faisant des figures de skate un peu comme Tony Hawk. Le VIP permet de faire des bras de fers et boire des boissons énergisantes, on débloque le rapport "Skate en feu".
Quartier du pont : Quartier un peu rétro auquel tout est artificiel, le but est de fabriquer des pétards.. Le VIP est un mini casino, on débloque le rapport (...). 
A préciser que pour gagner plus de simflouz, il faut améliorer trois compétences (physiques, morales et intelligence) grâce à des machines permettent d'améliorer les compétences, en les améliorants on peut passer du junior (avec §) à pro (§§§).
98E Avenue du Quartier sud : Appart de départ auquel Will te donne les clefs, que l'on peut modifier à nos goûts. A force d'acheter des meubles pour plus de confort, on a un bulldog qui donne de la compagnie.
Appartement moderne : A force de gagner en popularité, on a accès à une appart un peu plus grand que l'on peut modifier à nos goûts. A force d'acheter des meubles pour plus de confort, on a un chat domestique qui donne de la compagnie.
Après avoir débloqué tous les quartiers, il y a des objectifs secondaires, soit de se sociabiliser avec des Urbz pour apprendre des tours. où pour faire une farce de la part d'un Urbz.
Appartement de Darius : Félicitations, après avoir battu les vauriens dans tous les quartiers, tous les morceaux assemblés donnent accès à une machine à simflouz. De plus, en gratitude de Darius, il vous confie les clefs de son appart privé + on est devenu populaire. 
Dans les apparts, on peut appeler les Urbz du quartier pour passer un moment privé ou faire la fête, on peut appeler les pompiers en cas d'incendie (on peut éteindre le feu si on n'est pas victime), on peut appeler une bonne pour nettoyer notre logement.
Son appart est très grand et nous offre des beaux cadeaux : un jacuzzi privé + un mini terrain de golf privée, et on peut modifier à nos goûts, à force de acheter des meubles pour plus de confort, on a un chimpanzé qui donne de la compagnie. 
On peut dire que l'on a fini le jeu une fois l'appart de Darius débloqué.
Dans ce jeu, on peut se nouer en amitié avec les autres Urbz, mais également en amour (que vous soyez Homme ou Fille, les relations hétéro et LGBT sont permis), mais également on peut avoir des larcins avec les Urbz.
Dans ce jeu, on doit surveiller notre jauge (appétit, hygiène...) car si l'un est vide peut avoir des conséquences. Si on est la victime d'un incendie, on devient de mauvais poil, voici les humeurs :
Très content : si toutes les jauges sont au vert
Content : si l'une de nos jauges vire au rouge
Moyen : Moyen
Triste : si quasiment nos jauges sont rouge
Colère : Si toutes les jauges sont rouge 

## Version GBA et DS
Urbz est la suite d'un autre jeu GBA, le premier dans ce genre, Les Sims : permis de sortir.
À travers trois quartiers de la ville Miniopolis, des moyens de transport sont à disposition : la planche à roulettes (planchkivole), la marche, la course, ou bien encore la moto. Le joueur possède bien sûr quelques fonctionnalités supplémentaires, comme pouvoir regarder la carte ou ses objectifs tout en marchant. Après avoir répondu à un petit quiz en début de partie, le joueur sera assigné à un des quatre groupes différents : Les Frikoss (riches à milliards), les Bohème (artistes), les Emc2 (intellos), et les Xtrem (gang de rue). Chacun des groupes le fera jouer des parties différentes. Chaque groupe (en excluant le joueur) est composé de quatre membres dont un chef. Trouver le chef est habituellement assez facile, c'est lui qui lui remet la plaque de membre, entre autres...
Les différentes aptitudes de votre Sim pourront être développées (la force, la logique, le charisme, la mécanique, la créativité, etc.) en pratiquant diverses activités comme parler devant un miroir ou faire des haltères. Le joueur peut aussi acheter des « Xizzles », qui sont des power up pour l'Urb. Un peu partout dans la ville sont cachées de petites billes, au nombre de trois, qui permettront de s'acheter un power-up au club Xizzle. Les Xizzles que l'on peut acheter seront également déterminés par le quiz du début.